# 不當勞動行為
不當勞動行為（Unfair labor practice）又稱“不公平勞動行為”、“不公正勞工措施”，是指雇主意圖破壞或弱化工會活動所採取的不公平行為。

## 定義
目前，國際勞動法學界公認的“不當行為”主要是指“差別待遇”，包括經濟上的差別待遇，如解雇、停職、調動、減薪、降職、停止升遷等；精神上的差別待遇，指雇主在工作過程中給予工作原因之外的精神壓力或負擔；工會活動上的差別待遇，是指雖然不影響個人的利益，但卻影響工會活動的行為，如以平調甚至提升工會幹部來影響和干擾工會活動的行為。此外，雇主拒絕集體談判、控制和干涉工會等行為，也都被認定為“不當勞動行為”。

## 三大層面

### 經濟上
如解雇、停職、減薪、降職、停止升遷等。

### 精神上
主要是指雇主在工作過程中給予工作原因之外的精神壓力或負擔。

### 工會活動上
主要是指雖然不影響個人的利益，但卻影響工會活動的行為， 如以轉崗或提升工會幹部的職務來影響和干擾工會活動的行為。

## 四種類型

### 不利益待遇
雇主以勞工身為工會之會員、欲加入工會或組成工會、進行工會之正當行為為由，解僱此勞工或為其他不利益待遇時，將成立不當勞動行為。此外，如雇主對特定勞工並沒有積極的不利益行為，改以對其他勞工有利之待遇，使相對之特定勞工有不利益時，亦會構成此條所規定之不當勞動行為。

### 拒絕團體協商
於日本憲法第28條中明文保障勞工有進行團體交涉之基本權利，因此勞組法據此定有雇主沒有正當理由不得拒絕團體協商，否則視為違反不當勞動行為之團體協商義務。無論是雇主直接拒絕工會團體協商之要求，或雖然答應團體協商但是派出無協商權限人員，抑或是只是單方聽取意見或做出與勞方要求無關之回應、不提出回應方案等情形，均有可能被視為團體協商之拒絕而構成不當勞動行為。

### 支配介入
對工會組成或運作的支配介入，實務上多發生在對於工會活動活躍者的解僱、調職或其他工會活動之妨害行為，或對於工會幹部之懷柔收買、勸退工會之獎勵措施等弱化工會之行為。例如：資方利用電子郵件系統發布「工會事件使勞資關係倒退30年」、「除非別有居心，否則沒有必要成立工會」等言論，或對於工會理事長、常務理事或理、監事等活躍之幹部為解僱之處分，或甚至帶人擾亂妨礙工會會員代表大會之召開等行為，均有可能被認定為支配介入而構成不當勞動行為。

### 報復性不利益待遇
由於勞工於救濟程序中所為之言行（例如：申請救濟、提出證據、發言等）並不包含於上述3種類型中，相較於黃犬契約之於不利益待遇、經費援助之於支配介入，均為附屬類型；若無禁止報復性不利益待遇之規定，勞動部之判斷有可能因此受影響，不當勞動行為制度的實現將受挑戰，故立法上附加此一特殊類型。

## 不當勞動行為相關規範

### 中華民國
- 工會法第35條1項規定，雇主或代表雇主行使管理權之人，不得有下列行為：

1. 對於勞工組織工會、加入工會、參加工會活動或擔任工會職務，而拒絕僱用、解僱、降調、減薪或為其他不利之待遇。
2. 對於勞工或求職者以不加入工會或擔任工會職務為僱用條件。
3. 對於勞工提出團體協商之要求或參與團體協商相關事務，而拒絕僱用、解僱、降調、減薪或為其他不利之待遇。
4. 對於勞工參與或支持爭議行為，而解僱、降調、減薪或為其他不利之待遇。
5. 不當影響、妨礙或限制工會之成立、組織或活動。

- 團體協約法第6條第1項

1. 勞資雙方應本誠實信用原則，進行團體協約之協商；對於他方所提團體協約之協商，無正當理由者，不得拒絕。

### 美國
「全國勞工關係法」規定，禁止雇主有下列不當勞動行為：
1. 雇主不得干涉、限制或脅迫勞工組織或加入工會，以及自選代表從事團體協商
2. 雇主不得控制或干涉工會之組織與管理，或給予財物等其他之支持
3. 雇主不得為鼓勵或阻止任何工會徵求其會員，而在雇用、解雇或其他勞動條件上有差別待遇
4. 雇主不得對依法提出控訴或作證之勞工，予以解雇或採取差別待遇
5. 雇主不得拒絕與經受雇勞工多數決之工會代表進行團體協商

### 日本
工會法第7條規定，下列四種雇主行為，被認為是不當勞動之行為，應予禁止：
1. 差別待遇（或稱不利益待遇）和黃犬行為，指偏愛雇用沒加入工會的勞工的作法，用來對抗工會強制入會的政策
2. 拒絕團體交涉
3. 支配介入和經費援助；
4. 以勞工在勞動委員會之行為為理由所為之差別待遇

### 國際勞工組織第98號公約
1. 工人應充分享有在其就業方面免受反對工會之歧視行為之保障。
2. 工人及雇主組織應充分享有在其設立、活動、或管理上免受彼此或彼此職員或會員之任何干擾。